# Christian Wilhelmsson
Christian Ulf Wilhelmsson (* 8. Dezember 1979 in Malmö) ist ein ehemaliger schwedischer Fußballspieler. Der schnelle Flügelspieler, der von 2001 bis 2012 für die schwedische Nationalmannschaft aktiv war, trug den Spitznamen Chippen. Im Laufe seiner Karriere spielte er in seinem Heimatland, Norwegen, Belgien, Frankreich, Italien, England, Spanien, Saudi-Arabien, Katar, den USA und den Vereinigten Arabischen Emiraten.

## Karriere

### Vereine
Wilhelmsson begann seine Laufbahn 1997 beim schwedischen Zweitligisten Mjällby AIF. In drei Jahren kam er dort 51-mal in Ligaspielen zum Einsatz und erzielte 11 Tore. Im Jahr 2000 wechselte er dann nach Norwegen zum Stabæk Fotball. Dort entwickelte er sich zu einem sehr torgefährlichen Spieler: in 84 Spielen erzielte er 25 Tore. Er war bei Stabæk mitverantwortlich für die Qualifikation für den UEFA-Pokal 2002/03. Beim dortigen Spiel gegen den RSC Anderlecht fiel er dessen Trainer auf, der ihn zur Spielzeit 2003/04 in die belgische Erste Division nach Anderlecht holte. Während der Saison entwickelte er sich immer mehr zu einem Leistungsträger des Clubs, der die belgische Meisterschaft erringen konnte. Zudem hatte er großen Anteil an der Qualifikation Anderlechts für die Gruppenphase der UEFA Champions League. Auch in den folgenden Jahren war Wilhelmsson stets Leistungsträger in seinem Club; so kam er bei der Wahl zum Spieler des Jahres 2005 der belgischen Jupiler League auf den dritten Platz hinter Sérgio Conceição und Vincent Kompany. Am Ende der Saison 2005/06 wurde gemeldet, dass er trotz eines Vertrages bis zum Juli 2007 schon zur Saison 2006/07 Anderlecht verlassen wolle. Er wechselte zunächst zum FC Nantes nach Frankreich, im Januar 2007 dann aber auf Leihbasis zum AS Rom nach Italien. Im Juli 2007 wurde er erneut verliehen, diesmal an die Bolton Wanderers aus England. Dort besaß er eine Option zu einer Vertragsverlängerung bis 2012 für den Fall, dass er mindestens 20 Einsätze von Beginn an in der Saison 2007/08 absolvierte. Nach nur acht Premier-League-Partien als Einwechselspieler folgte im Januar 2008 die nächste Ausleihstation: Er wechselte bis zum Saisonende ohne Kaufoption zum spanischen Verein Deportivo La Coruña.
Wilhelmsson verließ offiziell am 5. August 2008 den FC Nantes und wechselte zu Al-Hilal, nach Saudi-Arabien. Er kostete 3,5 Mio. Euro Ablöse und unterschrieb bis 2012. Am 5. September 2011 wechselte er bis Saisonende auf Leihbasis nach Katar zum Al-Ahli SC, wo er unter anderem als Nachfolger des abgewanderten Opoku Agyemang vorgesehen war.
Wilhelmsson wechselte im September 2012 zu Los Angeles Galaxy und unterschrieb bis zum Saisonende. Im Januar 2013 wechselte er zum Baniyas SC. Nach Ablaufen seines Vertrages im Sommer 2014 kehrte er nach Schweden zurück. Im Juli unterzeichnete er einen bis zum Saisonende gültigen Vertrag bei seinem Heimatverein Mjällby AIF. Im Februar 2015 erklärte er seine Karriere für beendet.

### Nationalmannschaft
Schon für die schwedische U-21-Auswahl lief er 16-mal auf. Für die A-Auswahl Schwedens gab er sein Debüt im Januar 2001 gegen die Färöer (0:0). Er kam in keinem Qualifikationsspiel für die Europameisterschaft 2004 zum Einsatz, konnte sich jedoch durch seine Leistung in den Vorbereitungsspielen zu diesem Turnier in das schwedische Aufgebot spielen und kam in Portugal in allen vier Spielen zum Einsatz. Seitdem war er Stammspieler der schwedischen Auswahl und wurde von Nationaltrainer Lars Lagerbäck in den Kader bei der Weltmeisterschaft 2006 und der Europameisterschaft 2008 berufen. Wilhelmsson nahm auch an der Europameisterschaft 2012 teil und kam dort in allen drei Vorrundenspielen zum Einsatz, als die Auswahl in der Gruppenphase scheiterte.

### Erfolge
- Belgischer Meister 2003/04, 2005/006
- Belgischer Supercupsieger 2006

## Sonstiges
Wilhelmsson ist mit Oksana Wilhelmsson geb. Andersson verheiratet, die als Model und als Tänzerin der Gruppe Sunblock bekannt wurde. Das Paar hat zwei Kinder.